# Ольза
Ольза (пол. Olzaⓘ, чеськ. Olše, нім. Olsa) — річка в Польщі, у Цешинському й Водзіславському повітах Сілезького воєводства та Мораво-Сілезького краю. Права притока Одри (басейн Балтійського моря).

## Опис
Довжина річки 86,2 км, найкоротша відстань між витоком і гирлом — 61,82 км, коефіцієнт звивистості річки — 1,40 . Площа басейну водозбору 1117,6  км² (з того в Польщі 479 км²).

## Розташування
Бере початок в Коніакув ґміни Істебна під вершинами Ґаньчорка та Каролувка. Тече переважно на північний захід через міста Тржінець, Цешин, Карвіна і біля Ользи впадає у річку Одру.
Населені пункти вздовж берегової смуги: Ясновице, Буковець, Пісек, Яблонкув, Грудек, Бистриця, Годув, Лазхіска, Богумін.
Притоки: Радванув, Глухувка, Пуньцувка, Бобрувка, Петрувка (праві); Буковець, Ломна, Тирка, Ропічанка, Стонавка (ліві).

## Галерея

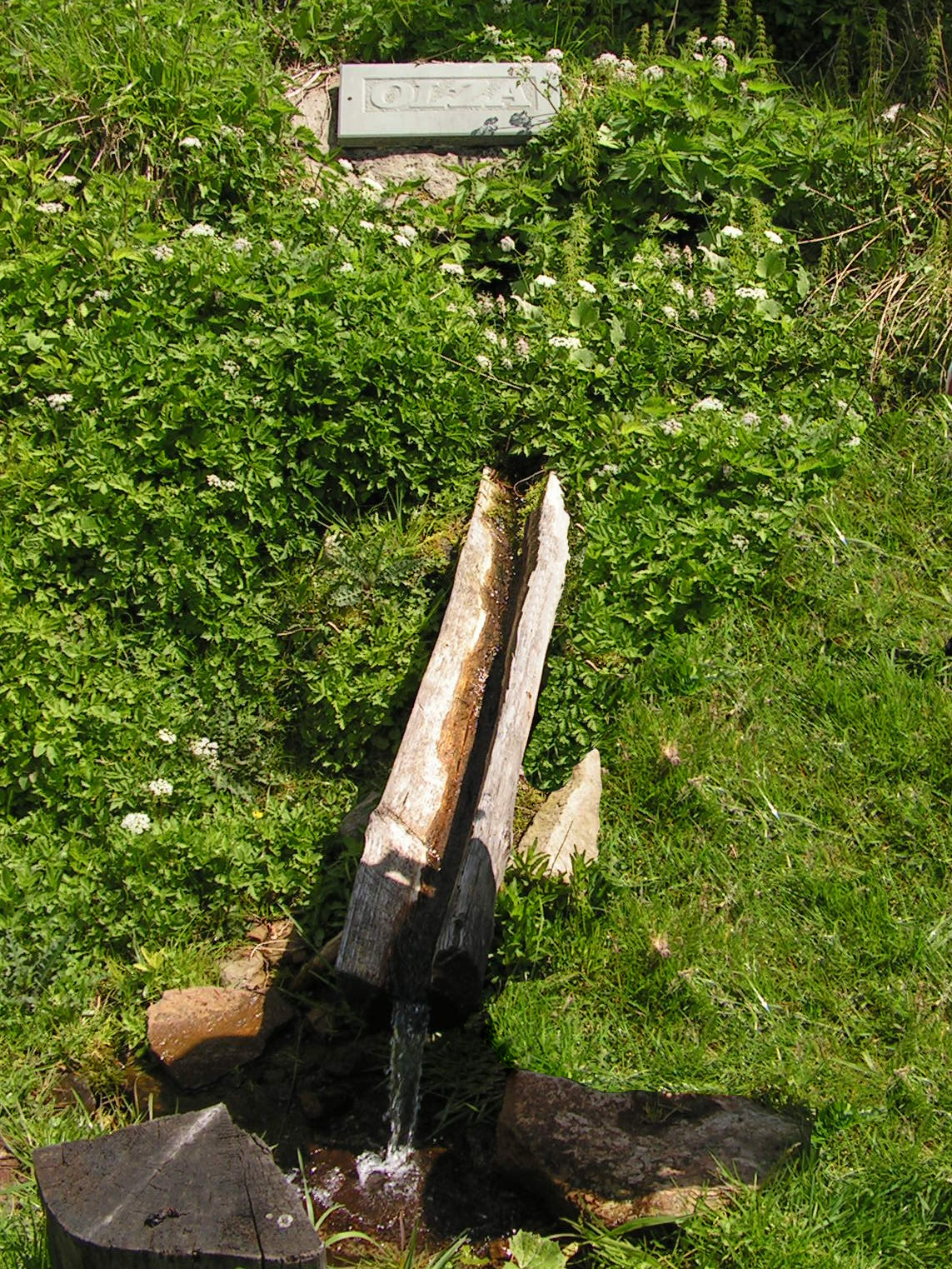
Витік Ользи на Ґаньчорці
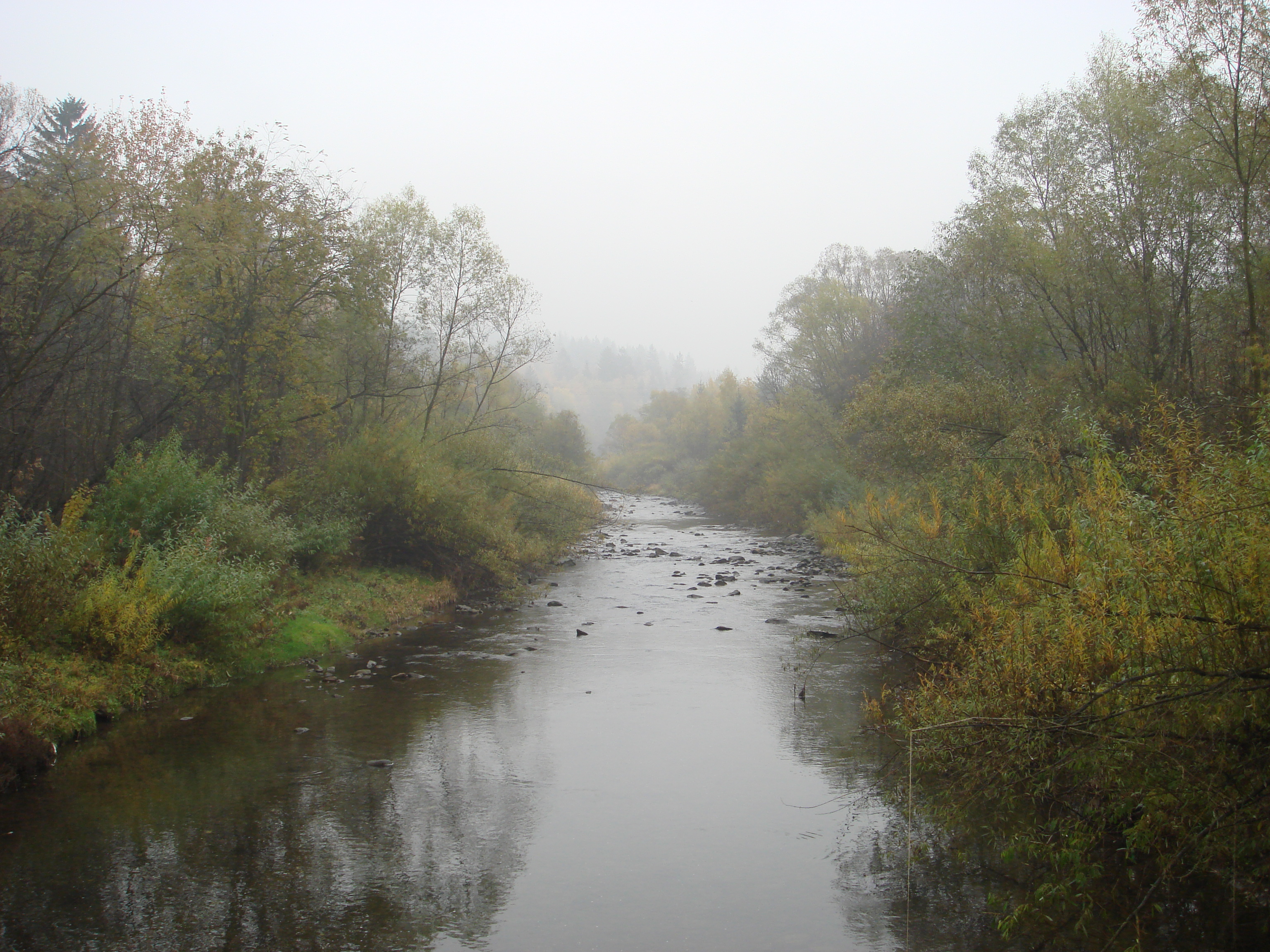
Ольза над Буковцем
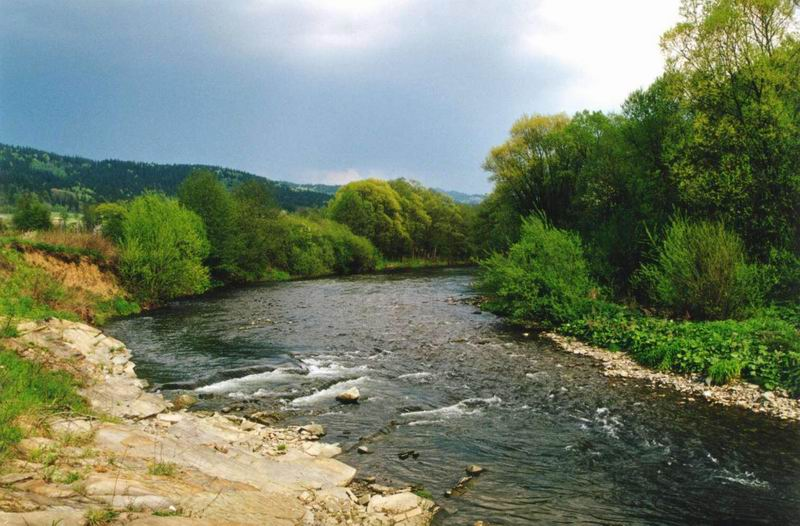
Ольза в Грудку
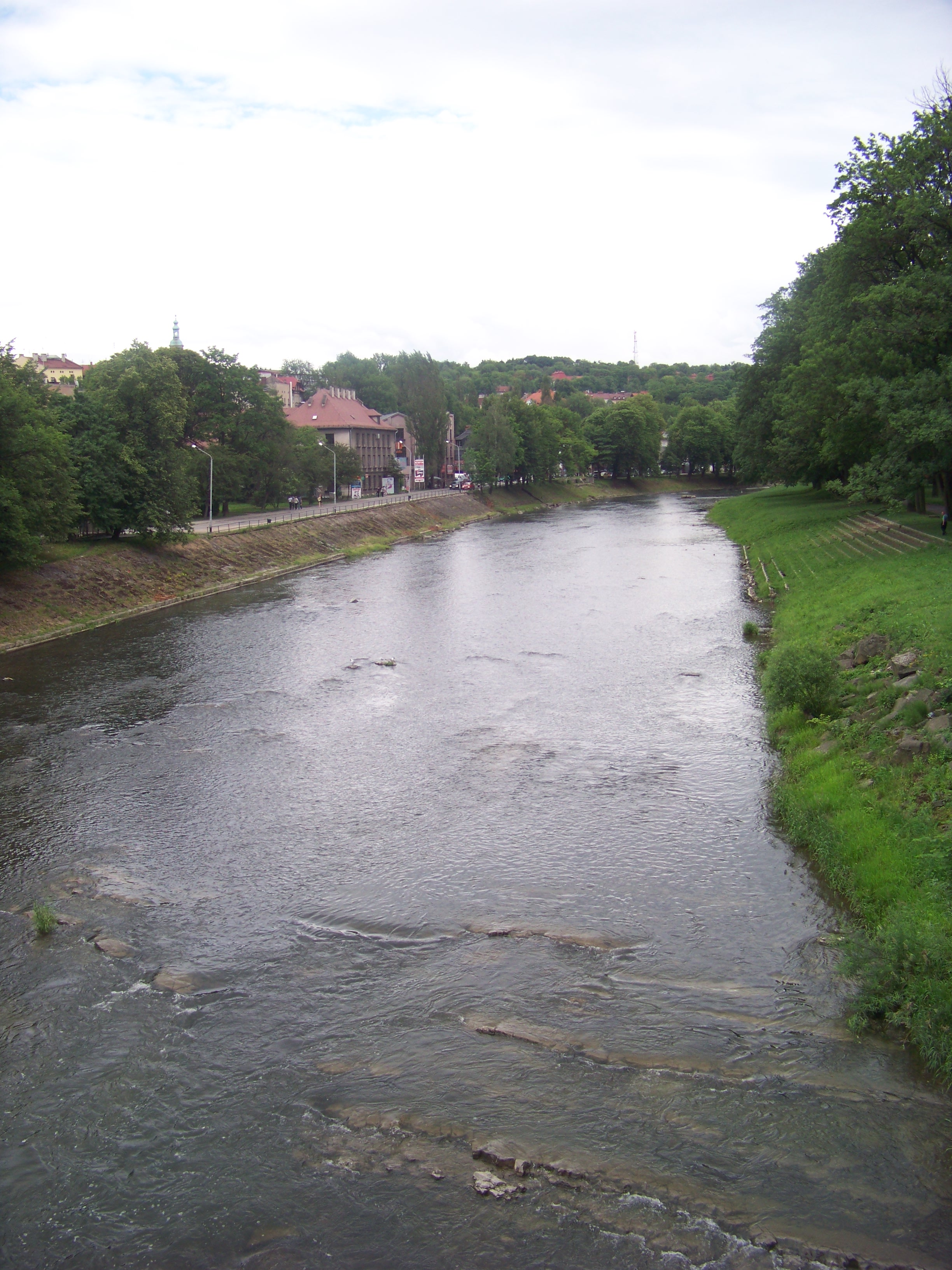
Ольза в Цешині
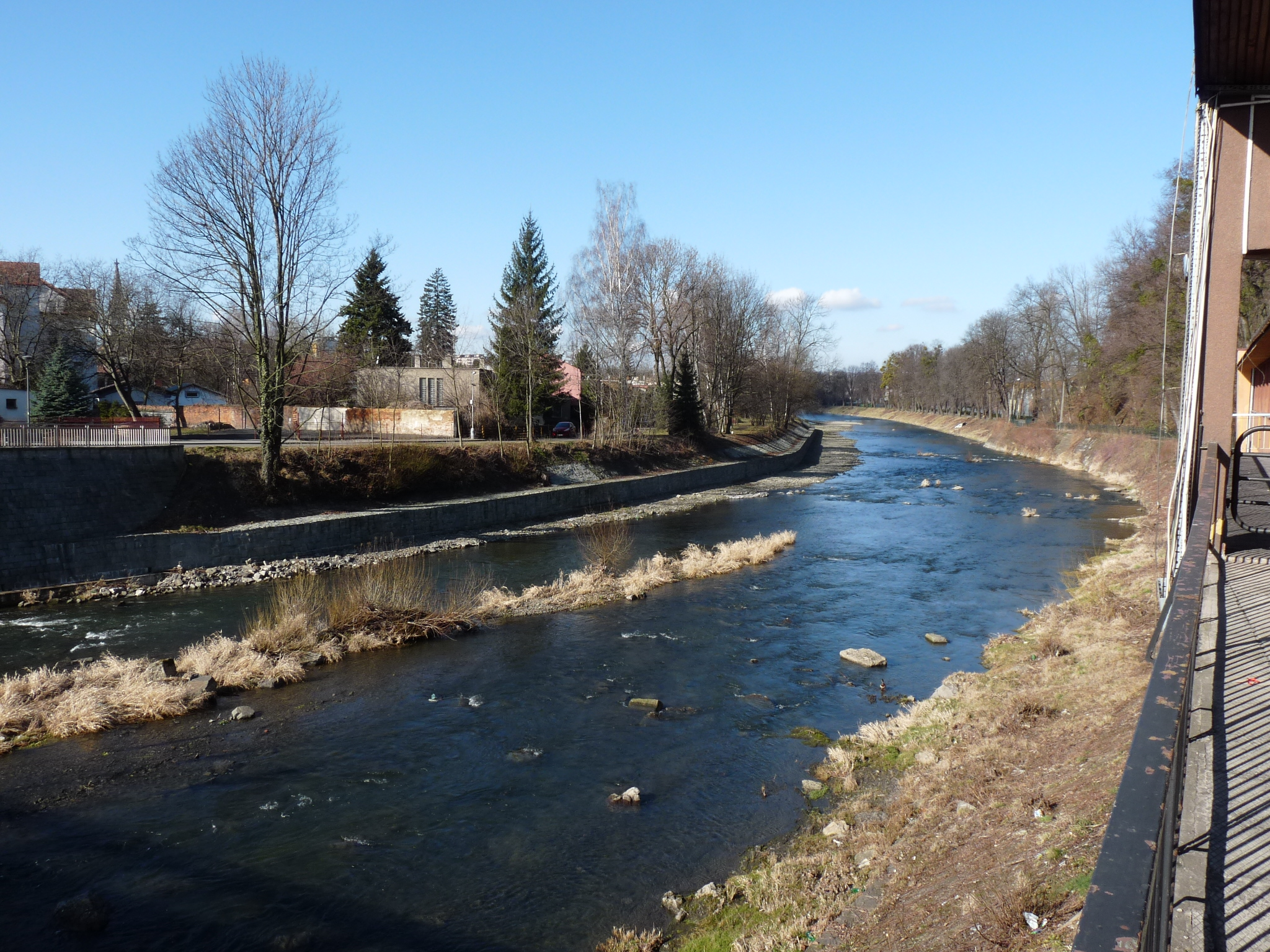
Ольза в Цешині, вид з "Моста дружби
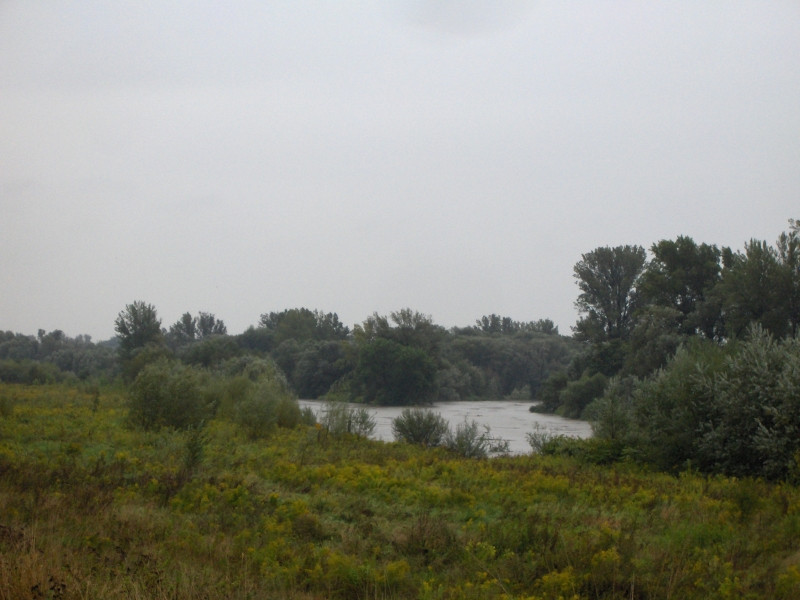
Гирло Ользи при Одрі